# Novo-Bulgari
Novo-Bulgari (en rus: Ново-Булгары) és un poble de l'óblast d'Astracan, a Rússia, segons el cens del 2021 tenia 533 habitants.